# Bzová (okres Beroun)
Bzová (německy Hollern) je obec v okrese Beroun ve Středočeském kraji, asi 7 km severně od Hořovic. Žije zde 461 obyvatel.
Obec leží nedaleko hradů Točník a Žebrák, s kterými je úzce spjat vznik i vývoj obce. 

## Název
Název vesnice je odvozen od přídavného jména bezová, které původně doplňovalo nějaké podstatné jméno typu dolina, stráň nebo ves. V historických pramenech se jméno objevuje ve tvarech: de Bzowe (1390), bzowe (1558) nebo Bzowa (1653).

## Historie
První písemná zmínka o obci pochází z roku 1390. Do začátku 15. století vesnice patřila k panství hradu Žebrák, ale roku 1405 ji král Václav IV. připojil k nově postavenému Točníku. Obyvatelé vsi na hradě měli strážní službu, nosili vodu a dřevo do hradní kuchyně a čistili nádvoří. Za to byli osvobozeni od všech platů, v lesích směli sbírat suché dřevo a purkrabí je měl po skončení strážní služby pohostit.
Zakladatel obecní kroniky Antonín Milka popisuje vznik obce Bzová takto: „Dle dějepisné pověsti vznikla obec Bzová počátkem 17. století jako „víska“ mezi lesy. Byla postavena v lesích na místě zvaném Zábisk. Toto místo mělo však špatnou polohu, byly tam bystřiny a močály, a proto se osadníci odstěhovali na místo, kde nyní obec Bzová stojí“. Faktem je, že na Zábisku jsou dodnes známky původního osídlení. Setkat se tam lze s elipsovitým valem zhruba jeden a půl kilometru dlouhým, s hrází rybníka a jeho pozůstatky, s terasovitými poli a jinými zajímavostmi. Na tomto místě byly také v roce 1926 nalezeny střepy nádob s pěknými ornamentálními ozdobami.
Z období třicetileté války je známo, že obec Bzová byla uchráněna od spálení, ale od ostatních utrpení, jako byl plat vrchnosti či drancování vojskem nikoli. O tom, že na tom byla Bzová trochu lépe než obce jiné, svědčí fakt, že v roce 1650 bylo v obci zpustlých jen pět hospodářství a pět chalup. Od 15. do konce 17. století se dochovalo jen velmi málo písemností. V letech 1750 až 1850 patří obec nadále k točnickému panství. Z důležitých dokumentů se zachovaly katastry, a to Josefinský katastr z roku 1785 a stabilní katastr z let 1839–1850. V roce 1848 byla zrušena patrimoniální správa a obec se stala nezávislá na panském vedení. Přesto řada obyvatel na panském pracovala (např. v lese či ve dvoře v Točníce), ale již za mzdu.
Konec devatenáctého a počátek dvacátého století znamenal pro obec rozkvět. Obyvatelům se podařilo obnovit obec po živelních pohromách, které jí postihly v polovině 19. století (např. ničivý požár celé obce v roce 1877, který měl na svědomí krásné barokní statky). Během první i druhé světové války se občané zúčastnili odboje a někteří z nich bohužel nepřežili. Na jejich počest byly v obci postaveny dva pomníky u budovy dnešního obecního úřadu (dříve školy).

## Obecní správa

### Části obce
- Bzová (k. ú. Bzová u Hořovic)

K obci patří také Hřebeny a Křižovatky.
Sousedními obcemi sídla jsou Líšná, Točník, Drozdov, Broumy a Březová.

### Územněsprávní začlenění
Dějiny územněsprávního začleňování zahrnují období od roku 1850 do současnosti. V chronologickém přehledu je uvedena územně administrativní příslušnost obce v roce, kdy ke změně došlo:
- 1850 země česká, kraj Praha, politický i soudní okres Hořovice[7]
- 1855 země česká, kraj Praha, soudní okres Hořovice
- 1868 země česká, politický i soudní okres Hořovice
- 1939 země česká, Oberlandrat Plzeň, politický i soudní okres Hořovice[8]
- 1942 země česká, Oberlandrat Praha, politický okres Beroun, soudní okres Hořovice[9]
- 1945 země česká, správní i soudní okres Hořovice[10]
- 1949 Pražský kraj, okres Hořovice[11]
- 1960 Středočeský kraj, okres Beroun
- 2003 Středočeský kraj, okres Beroun, obec s rozšířenou působností Hořovice

### Obecní symboly
Znak a vlajka byly obci uděleny rozhodnutím předsedkyně Poslanecké sněmovny Parlamentu České republiky dne 24. února 2011.

## Společnost

### Rok 1932
V obci Bzová (678 obyvatel) byly v roce 1932 evidovány tyto živnosti a obchody: holič, 4 hostince, kolář, kovář, krejčí, 3 obuvníci, pekař, řezník, tesařský mistr, 3 obchody se smíšeným zbožím, spořitelní a záložní spolek pro Bzovou.

### Současnost
V obci se nachází obecní úřad, knihovna, dvě hospody, pošta, mandl, kadeřnictví, společenský sál, obchod se smíšeným zbožím, dále několik sklářství a truhlářství. Zásoby pitné vody zajišťuje vlastní vodárna, která byla postavena roku 1929. K rozvodu elektřiny po obci došlo v roce 1936. Plyn do obce zaveden není.

## Přírodní poměry
Obec se nachází v chráněné krajinné oblasti Křivoklátsko na ploché náhorní plošině v nadmořské výšce přes 400 m. Tato poloha skýtá velmi hezký pohled do okolí, především východním a jižním směrem, kde se v dálce rýsuje pohoří Brd a kde je vidět velkou část Hořovicka.
Nedaleko obce byla v roce 1997 na Světském potoce dokončena stavba vodní nádrže. Nádrž Hlinovka je účelovou stavbou, která má zadržovat vodu při povodních, sloužit ke sportovnímu rybolovu a v neposlední řadě i jako koupaliště.

## Obyvatelstvo

### Vývoj obyvatelstva
| Rok            | 1869 | 1880 | 1890 | 1900 | 1910 | 1921 | 1930 | 1950 | 1961 | 1970 | 1980 | 1991 | 2001 | 2011 | 2021 |
| -------------- | ---- | ---- | ---- | ---- | ---- | ---- | ---- | ---- | ---- | ---- | ---- | ---- | ---- | ---- | ---- |
| Počet obyvatel | 759  | 751  | 679  | 739  | 698  | 673  | 668  | 527  | 524  | 520  | 508  | 441  | 414  | 432  | 439  |
| Počet domů     | 92   | 93   | 99   | 101  | 101  | 112  | 130  | 155  | 149  | 151  | 142  | 172  | 174  | 183  | 190  |

## Pamětihodnosti
- Větrný mlýn byl postaven zhruba koncem první poloviny 16. století. Větrný proto, že obcí neprotéká žádná říčka ani potok. Dlouhou dobu byl jedinečnou zvláštností nejen v obci ale i v okolí. Byl viditelný ze všech stran, díky své nadmořské výšce 420 metrů. Byl to tedy nejvyšší bod vsi. Po roce 1839 byl adaptován na obytný dům. Nynější objekt je ve státní památkové péči.
- Na domě čp. 131 jsou umístěny svislé sluneční hodiny se šikmým ukazatelem.
- Zděná kaplička se zvonicí byla postavena po požáru v roce 1877. V minulých dobách sloužila kaplička k různým účelům – umísťovali se zde zemřelí před konáním obřadu, konaly se u ní různé náboženské obřady, ale hlavně se používala jako zvonice při klekání, úmrtí místního občana nebo při živelních katastrofách. V obci se zvonilo po dlouhou dobu tj. od druhé poloviny 16. stol. až do první poloviny 20. stol.Bývalý větrný mlýn ve Bzové

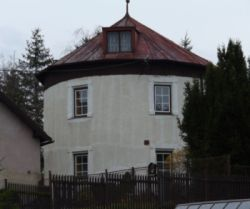
Bývalý větrný mlýn ve Bzové

## Doprava

### Dopravní síť
Do obce vedou silnice III. třídy. Železniční trať ani stanice či zastávka na území obce nejsou.

### Autobusová doprava 2024
Autobusovou dopravu v obci Bzová zajišťuje společnost Arriva Střední Čechy. Obec je součástí Pražské integrované dopravy (PID). V obci se nacházejí zastávky Bzová a Bzová,Bezovka. Obec obsluhují autobusové linky 526 a 528. Linka 526 propojuje Zdice, Bavoryni, Hředle, Chlustinu, Žebrák, Točník a Bzovou. Linka 528 spojuje Hořovice s Broumy, přičemž projíždí přes Tlustici, Žebrák, Točník, Bzovou, Březovou a Kublov.

## Sbor dobrovolných hasičů
V roce 1900 byl poprvé předložen návrh na založení dobrovolného sboru hasičů ve Bzové. Oficiálně byl sbor založen až v roce 1904. Hasičská zbrojnice se nachází na návsi u rybníka s kapličkou. Podmínky pro činnost sboru se zlepšily, zejména po stránce materiální, byla zakoupena nová výkonnější motorová stříkačka. Chod činnosti sboru narušila 1. světová válka, ze které se nevrátilo 21 bzovských občanů. Jejich jména jsou uvedena na pomníku padlých hrdinů u obecního úřadu. Památník byl postaven hasičským sborem za pomoci všech občanů. V roce 2004 oslavil sbor 100. výročí svého trvání. Sbor přetrval různé státní i společenské systémy a dvě světové války. Za tuto dobu však vykonal mnoho prospěšného a užitečného nejen ve prospěch obce.